# Pulserande variabel
En pulserande variabel är en stjärna som varierar i ljusstyrka. Alla stjärnor som tillhör denna kategori är i viss mån besläktade trots många individuella olikheter. Deras ljusväxlingar spänner över ett tidsintervall från enstaka timmar till flera år. 

## Pulsering

Exempel på hur ytan på en stjärna kan svänga vid icke-radiell pulsering.

Variabler i denna kategori varierar i ljusstyrka genom att hela stjärnan pulserar. De kan svänga med olika moder, i sin grundton och olika övertoner. Svängningarna kan vara antingen radiella (då hela stjärnan dras samman och utvidgas) eller icke-radiella. Icke-radiella vågor kan vara tryckvågor eller transversella svängningar (då olika delar av stjärnans yta buktar in och ut). De radiella svängningarna ger de största förändringarna i ljusstyrka. 
För att inte svängningen ska dö ut måste det finnas en mekanism i stjärnan som ständigt tillför mekanisk energi vid rätt tidpunkt i svängningsfasen. Denna mekanism är i allmänhet ett gaslager på lagom djup under stjärnans yta som har den egenskapen att det blir mer ogenomskinligt vid högre kompression. Detta lager absorberar då strålning från kärnreaktionerna i stjärnans inre vilket orsakar utåtriktat tryck som får stjärnans hölje att expandera. När stjärnan expanderar blir det hindrande gaslagret svalare och mer genomskinligt vilket släpper igenom den innestängda strålningen. Eftersom trycket som orsakade expansionen då är borta drar stjärnan ihop sig igen vilket återigen ökar trycket och minskar genomskinligheten i gaslagret och processen börjar om på nytt. Den brittiske astrofysikern Arthur Eddington var 1917 den som först föreslog en sån mekanism som en förklaring till cepheidernas variabilitet.
Vilken typ av gas som orsakar dessa effekter varierar mellan olika typer av pulserande stjärnor. Det är osäkert om det i sig är tillräckligt att ett gaslager med rätt sammansättning och temperatur finns på rätt djup i en stjärna för att den ska börja pulsera, men pulserande stjärnor av en viss typ finns alltid på samma ställe i HR-diagrammet där dessa egenskaper är uppfyllda, till exempel instabilitetsområdet för cepheiderna.

## Egenskaper och typer
Förändringarna i ljusstyrka är generellt sett mycket regelbundna hos denna variabeltyp. Tillsammans med ljusstyrkan varierar också stjärnornas radier, volymer, ytor och täthet, och också deras spektra, färger och radialhastigheter. Om de pulserande stjärnorna ordnas efter växande period uppvisar variablerna dessutom en förskjutning av de fysikaliska egenskaperna med en serie med avtagande temperatur och densitet.
Efter periodens längd kan de pulserande variablerna indelas i tre huvudkategorier: de kortperiodiska cepheiderna, numera vanligen benämnda som cepheidliknande variabler, med en period på mindre än 1 dygn, de klassiska cepheiderna, med perioder på mellan 1 och 50 dygn, samt de långperiodiska variablerna, med bland annat Mira-stjärnorna ), där perioden ofta är ett helt år.  Till de pulserande variablerna hör också de halvregelbundna variablerna.